# 카멜레온의 시
"카멜레온의 시"는 1988년에 개봉한 대한민국의 영화이며 박노식의 외아들 박준규(강토 역)의 데뷔작이었는데  노세한 감독은 80년대 말부터 해당 영화,  《대학촌의 달빛》, 《백치 애인》등의 청춘영화를 만들면서 장르 변화를 꾀했으나 좋지 않은 흥행 성적을 거뒀고 《백치 애인》 이후 영화 연출 활동을 접었다.

## 캐스팅
- 민규 : 나라 역
- 박준규 : 강토 역
- 문혜경 : 장미 역
- 전무송 : 천 시인 역
- 김인문 : 강토 부 역
- 송재호 : 윤용국 역
- 김애경 : 나라 모 역
- 이재영 : 나희 역
- 윤난영 : 신혜 역
- 김대규 : 동수 역
- 여흥현 : 강산 역
- 태호 : 다모 역
- 강성해 : 준 역
- 김우빈 : 고 기자 역
- 남선우 : 깜씨 역
- 도유미 : 여기자 역
- 김덕호 : 사나이 1 역
- 김길호 : 사나이 2 역
- 고훈 : 사나이 3 역
- 박용인 : 코치 역
- 박노식 (특별출연)